# Thymus indalicus
Thymus indalicus là một loài thực vật có hoa trong họ Hoa môi. Loài này được Blanca & al. miêu tả khoa học đầu tiên năm 1993.